# Lachnomyrmex plaumanni
Lachnomyrmex plaumanni  (лат.) — вид муравьёв рода Lachnomyrmex из подсемейства Myrmicinae (Formicidae). Неотропика.

## Распространение
Южная Америка (Аргентина, Коста-Рика, Бразилия).

## Описание
Мелкого размера муравьи коричневого цвета (длина тела около 3 мм). Длина головы рабочих (HL) 0,57-0,69 мм, ширина головы (HW) 0,57-0,68 мм. Отличаются мелкими размерами, скульптурой тела, направленными назад проподеальными шипиками, и небольшим числом длинных волосков (около 6) на дорзуме постпетиоля. Стебелёк между грудкой и брюшком состоит из двух узловидных члеников (петиоль и постпетиоль).
Вид был впервые описан в 1957 году бразильским энтомологом и священником Томасом Боргмейером (Thomas Borgmeier, 1892-1975; Бразилия), а его валидный статус подтверждён в 2008 году американскими мирмекологами Роберто Ф. Брандао (Brandao, Carlos R. F.) и Родриго М. Фейтоза (Feitosa, Rodrigo M.) в ходе ревизии рода. Видовое название дано в честь литовского энтомолога Фрица Плаумана (Fritz Plaumann, 1902–1994), собравшего типовую серию муравьёв и одного из крупнейших коллекционеров насекомых в Латинской Америке.

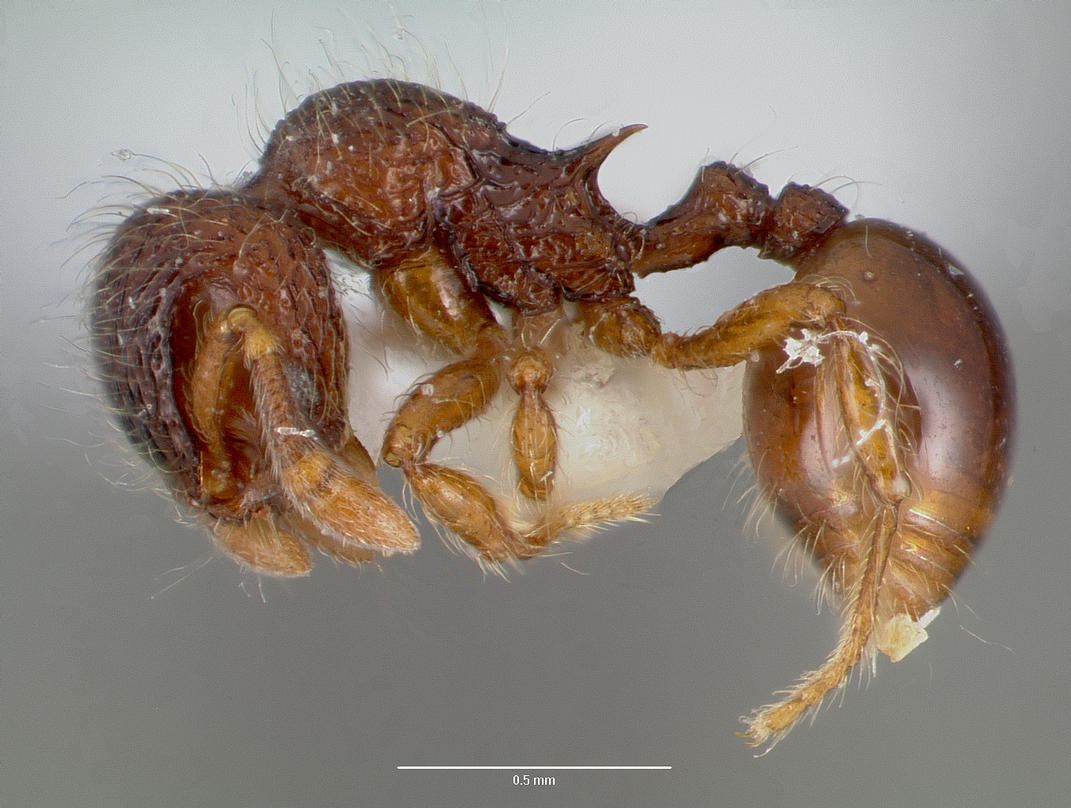
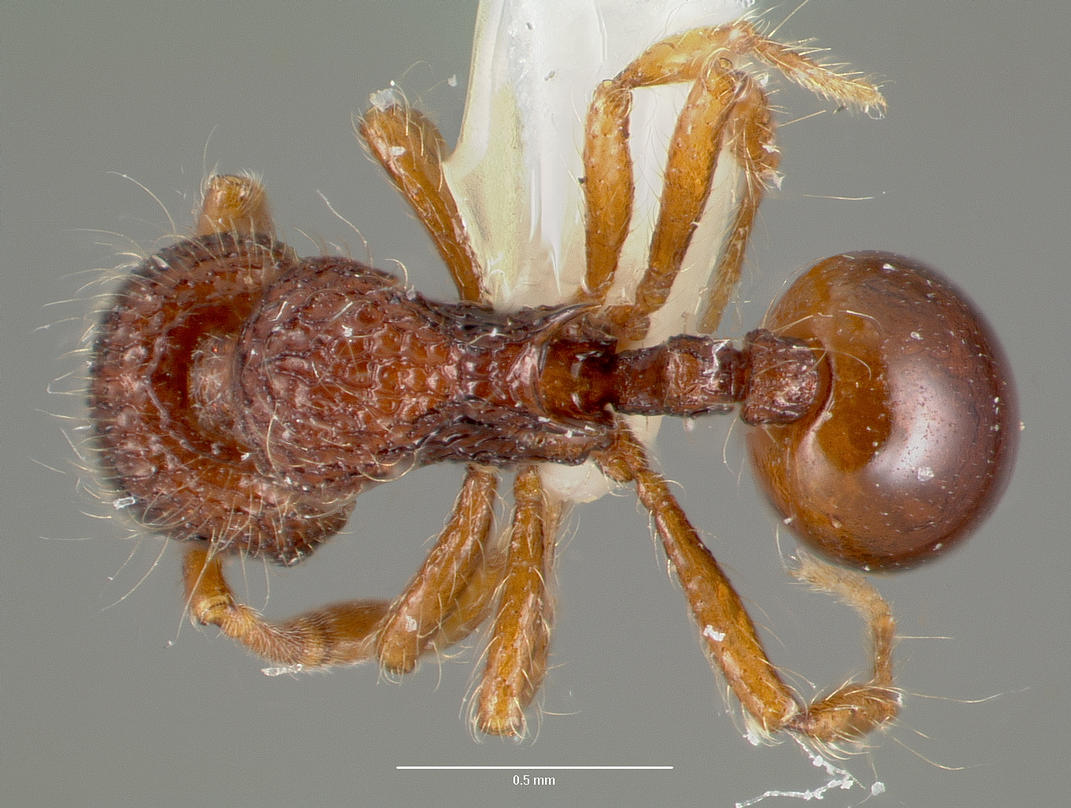